# Síndrome MERRF
A epilepsia mioclônica com fibras rotas vermelhas, também conhecida como síndrome MERRF (do inglês: Myoclonic Epilepsy with Ragged Red Fibers) é uma doença mitocondrial que provoca alterações do metabolismo energético celular e atinge tanto homens como mulheres. Promove o desequilíbrio entre a necessidade de energia e a eficiência da oxidação e fosforilação da fibra muscular e também atinge o sistema nervoso central.

## Histórico
Foi descrita pela primeira vez por N. Fukuhara em 1980 (conhecida também como Síndrome de Fukuhara) por meio de biópsia muscular em pacientes com convulsões generalizadas, problemas mentais, atrofia muscular e deformação dos pés. Estudos epidemiológicos demonstram uma estimativa desta doença em 100.000 pessoas afetadas no mundo. Estima-se que a frequência de doenças mitocondriais seja de aproximadamente 1:10.000 nascidos vivos.

## Fisiopatologia
A mitocôndria é a organela responsável pela produção de energia – adenosina trifosfato (ATP), através do processo de fosforilação oxidativa. Ela possui DNA próprio (DNAmt), independente do DNA nuclear (celular). O genoma mitocondrial é compacto e sem íntrons (região não codificante). As moléculas de DNAmt contém cerca de 37 genes que codificam 22 RNAs transportadores (RNAt) e 13 RNAs mensageiros (RNAm) e estes produzem cerca de 13 polipeptídios. Outros 90 genes do DNA nuclear também codificam proteínas que são transportadas para as mitocôndrias para participar da fosforilação oxidativa. Estas proteínas são essenciais para 4 dos 5 complexos responsáveis pela fosforilação oxidativa mitocondrial.
Cerca de 50 mutações em DNAmt já foram encontradas e que causam doença em humanos, onde 35 ocorrem em genes de RNAt (RNA transportador). As doenças mitocondriais ocorrem por herança autossômica recessiva ou por herança mitocondrial. As mitocôndrias são todas maternas – só o material genético(cromossomos) do espermatozóide penetram no óvulo. Os seres humanos se desenvolvem na célula inicialmente com todas as suas organelas de origem materna, inclusive a mitocôndria e seu DNAmt. Se ocorrer deficiência no DNAmt materno há aproximadamente a chance de 100% de cada gestação de ter um filho ou filha com a deficiência.

## Etiologia
Uma das mutações de DNAmt mais estudadas está na transição (substituição) de Adenina para Guanina na posição 8344 do gene do RNAt de Lisina, mutação que mais ocorre na MERRF, com cerca de 80-90% dos casos (altamente específica, mas não exclusiva). Isto causa uma terminação prematura da tradução em cada ou perto de cada códon de lisina, provocando a deficiência na sua aminoacilação (50 a 60%). Isto leva a um severo defeito na síntese protéica mitocondrial em mioblastos e fibroblastos de músculo estriado esquelético de pacientes afetados. Muitos dos casos restantes são devidos a uma transição de Timina para Citosina na região 8363 do mesmo gene. Outra mutação ocorre no gene RNAt Leucina, pela transição de Adenina para Guanina na região 3243, usualmente ligada à Acidose Lática e Acidente Vascular Cerebral. Existe ainda um relato de família com a síndrome de MERRF que carregava uma mutação no mesmo gene, no nucleotídeo 8356, e casos de mutação na região 3243 do gene de RNAt Leucina, a última apresentando sintomas mistos entre MERRF e oftalmoplegia progressiva externa. A diminuição da síntese proteica leva a um déficit geral na taxa de respiração mitocondrial, produção de ATP e do consumo de oxigênio em células e seus respectivos tecidos.

## Sintomas
Pacientes com MERRF podem ser normais durante os anos iniciais do desenvolvimento e com o tempo podem desenvolver os sintomas. Os principais sintomas são a epilepsia mioclônica, não-processamento de movimentos rápidos, labirintite, fraqueza muscular, cegueira noturna temporária, perda auditiva, espasticidade, neuropatia periférica e demência. A deterioração intelectual é lentamente progressiva. Alguns pacientes também podem apresentar susceptibilidade em contrair infecções de repetição do trato genito-urinário e respiratório, otite média, sinusite e gastroenterite. Os tecidos mais acometidos são aqueles com maior necessidade de consumo de energia sob a forma de ATP, como o Sistema Nervoso Central (SNC) que consome cerca de 20% da produção corpórea de ATP. O SNC obtém sua energia quase exclusivamente da fosforilação oxidativa e consome uma grande quantidade de oxigênio. Qualquer distúrbio no equilíbrio entre oxidação e antioxidação no SNC pode comprometer a eficiência do transporte de elétrons. Isso pode diminuir a disponibilidade de funções celulares como as do canais de K/ATP-dependente, bombas de Ca, bombas de Na/K, exocitose e processos de fosforilação oxidativa. As fibras rotas vermelhas resultam da proliferação mitocondrial que ocorre na tentativa de aumentar a produção de energia em forma de ATP para suprir a demanda de energia dos tecidos.

## Tratamento
Ainda não estão disponíveis tratamentos efetivos e específicos para a cura da MERRF, contudo as estratégias de tratamento visam aumentar a produção de ATP, e na melhoria da qualidade de vida do indivíduo acometido por esta doença. O grupo de medicamentos mais investigado é o da coenzima Q e seus derivados quinona, com regularização do piruvato e do lactato nos pacientes. Entretanto, relatos não evidenciam resposta laboratorial do uso destes compostos. É realizada a suplementação de vitaminas, que ajudam alguns pacientes, mas não tem sucesso com outros. Os aceptores de elétrons como a menadiona (vitamina K3), filoquinona (vitamina K1) e o ácido ascórbico (vitamina C) têm sido usados no sentido de melhorar o transporte de elétrons na cadeia respiratória, porém com resultados clínicos ainda insatisfatórios. A riboflavina (vitamina B2) na dose de 50-100 mg/dia age como cofator nos Complexos I e II mitocondriais. O dicloroacetato tem sido usado com algum sucesso na redução das taxas de lactato e piruvato, sendo conhecido por estimular o metabolismo oxidativo e a piruvato desidrogenase, resultando em diminuição dos níveis de ácido lático em quase todos os pacientes tratados. Infelizmente, o seu uso é restrito a crianças e adultos com altos níveis de ácido lático no sangue ou líquor, pois o tratamento tem efeitos adversos significativos, como lesão de nervos periféricos, necessitando de cuidadosa monitoração. Os fármacos Carbamazepina, Clobazam, Clonazepam, Divalproato, Etossuximida, Fenitoína, Fenobarbital, Gabapentina, Lamotrigina, Nitrazepam, Oxcarbazepina, Topiramato e Valproato de sódio, são os mais conhecidos no tratamento de crises convulsivas e labirintite aguda.
Na MERRF, os genes afetados mais importantes codificam o RNAt mitocondrial que codificam a fenilalanina, a prolina e a lisina, ocorrendo falha na produção de certas proteínas mitocondriais. Se o DNAmt mostrar as mutações e produzir proteínas anormais, que compõem estas cadeias de transporte, a sua eficiência será reduzida, com diminuição ou a completa parada da sua função. Portanto, os tecidos que necessitam de mais energia serão os primeiros a serem danificados pela falha da respiração celular (SNC). Contudo, nem todas as mitocôndrias tem seu material genético alterado, e com isso nem todas as pessoas serão afetadas com igual gravidade.